# Popis vrsta roda Garcinia
Popis vrsta roda Garcinia
1. Garcinia acuminata Planch. & Triana
2. Garcinia acuticosta Nazre
3. Garcinia acutifolia N. Robson
4. Garcinia adinantha A.C.Sm. & Darwin
5. Garcinia afzelii Engl.
6. Garcinia albuquerquei (M.E.Berg) Bittrich
7. Garcinia amabilis Kaneh. & Hatus.
8. Garcinia amboinensis Spreng.
9. Garcinia ambrensis (H. Perrier) P.W.Sweeney & Z.S.Rogers
10. Garcinia amplexicaulis Vieill. ex Pierre
11. Garcinia andamanica King
12. Garcinia angustifolia A.C.Sm.
13. Garcinia anjouanensis (H. Perrier) P.W.Sweeney & Z.S.Rogers
14. Garcinia anomala Planch. & Triana
15. Garcinia apetala Pierre
16. Garcinia aphanophlebia Baker
17. Garcinia apostoloi Mouzinho
18. Garcinia archboldiana A. C. Sm.
19. Garcinia arenicola (Jum. & H.Perrier) P.W.Sweeney & Z.S.Rogers
20. Garcinia aristata (Griseb.) Borhidi
21. Garcinia assamica J. Sarma, Shameer & N. Mohanan
22. Garcinia assugu Lauterb.
23. Garcinia asterandra Jum. & H. Perrier
24. Garcinia atroviridis Griff. ex T. Anderson
25. Garcinia australis Montrouz.
26. Garcinia bakeriana (Urb.) Borhidi
27. Garcinia balansae Pierre
28. Garcinia balica Miq.
29. Garcinia balimensis A. C. Sm.
30. Garcinia bancana (Miq.) Miq.
31. Garcinia barkeriana (Urb. & Ekman) Alain
32. Garcinia beccarii Pierre
33. Garcinia benthamiana (Planch. & Triana) Pipoly
34. Garcinia bicolorata Elmer
35. Garcinia bifasciculata N. Robson
36. Garcinia binnendijkii Pierre
37. Garcinia binucao (Blanco) Choisy
38. Garcinia blumei Pierre
39. Garcinia boerlagii Pierre
40. Garcinia bokorensis H. Toyama & Yahara
41. Garcinia bonii Pit.
42. Garcinia borneensis Pierre
43. Garcinia branderhorstii Lauterb.
44. Garcinia brasiliensis Mart.
45. Garcinia brassii C. T. White
46. Garcinia brevipedicellata (Baker fil.) Hutch. & Dalziel
47. Garcinia brevipes Pierre
48. Garcinia brevirostris Scheff.
49. Garcinia buchananii Baker
50. Garcinia buchneri Engl.
51. Garcinia burkillii Whitmore
52. Garcinia busuangaensis Merr.
53. Garcinia cadelliana King
54. Garcinia calcicola (Jum. & H.Perrier) P.W.Sweeney & Z.S.Rogers
55. Garcinia caloneura Boerl.
56. Garcinia calophylla Pierre
57. Garcinia calophyllifolia Ridl.
58. Garcinia calycina Kurz
59. Garcinia cambodgiensis Vesque
60. Garcinia cantleyana Whitmore
61. Garcinia capuronii Z. S. Rogers & P. W. Sweeney
62. Garcinia carolinensis (Lauterb.) Kosterm.
63. Garcinia caudiculata Ridl.
64. Garcinia celebica L.
65. Garcinia ceramica Boerl.
66. Garcinia cerasifera (H. Perrier) P.F.Stevens
67. Garcinia chapelieri (Planch. & Triana) H.Perrier
68. Garcinia choisyiana (Choisy) Wall. ex Planch. & Triana
69. Garcinia cincta (Urb.) Borhidi
70. Garcinia clarensis Borhidi
71. Garcinia clusiifolia Ridl.
72. Garcinia cochinchinensis (Lour.) Choisy
73. Garcinia commersonii (Planch. & Triana) Vesque
74. Garcinia comptonii Baker fil.
75. Garcinia conicarpa Wight
76. Garcinia conrauana Engl.
77. Garcinia corallina Vieill.
78. Garcinia cordata Merr.
79. Garcinia corymbosa (Pancher & Sebert) Baker fil.
80. Garcinia costata Hemsl. ex King
81. Garcinia cowa Roxb.
82. Garcinia crassiflora Jum. & H. Perrier
83. Garcinia crassifolia Seeth.
84. Garcinia crassinervis (Warb.) Kosterm.
85. Garcinia cubensis (Borhidi) Borhidi
86. Garcinia cuneifolia Pierre
87. Garcinia cuspidata King
88. Garcinia cymosa (K. Schum.) I.M.Turner & P.F.Stevens
89. Garcinia daedalanthera Pierre
90. Garcinia dalleizettei (H.Perrier) P.W.Sweeney & Z.S.Rogers
91. Garcinia dallmannensis Kaneh. & Hatus.
92. Garcinia dauphinensis P. W. Sweeney & Z. S. Rogers
93. Garcinia decipiens (Baill.) Vesque
94. Garcinia decussata C. D. Adams
95. Garcinia delpyana Pierre
96. Garcinia densiflora Pierre
97. Garcinia densivenia Engl.
98. Garcinia desrousseauxii Pierre
99. Garcinia dhanikhariensis S.K.Srivast.
100. Garcinia dioica Blume
101. Garcinia diospyrifolia Pierre
102. Garcinia discoidea Nazre
103. Garcinia diversifolia King
104. Garcinia dives Pierre
105. Garcinia dryobalanoides Pierre
106. Garcinia dulcis (Roxb.) Kurz
107. Garcinia dumosa King
108. Garcinia echinocarpa Thwaites
109. Garcinia elliotii Engl.
110. Garcinia emarginata Lauterb.
111. Garcinia engleriana A.C.Sm.
112. Garcinia enthaematoeides Lauterb.
113. Garcinia epunctata Stapf
114. Garcinia erythrosepala Y.H.Li
115. Garcinia erythrosperma Lauterb.
116. Garcinia esculenta Y.H.Li
117. Garcinia evonymoides (Planch. & Triana) P.W.Sweeney & Z.S.Rogers
118. Garcinia exigua Nazre
119. Garcinia fagraeoides A. Chev.
120. Garcinia fluviatilis Mouzinho & L. Marinho
121. Garcinia forbesii King
122. Garcinia fruticosa Lauterb.
123. Garcinia fusca Pierre
124. Garcinia fuscopetiolata Lauterb.
125. Garcinia gabonensis Sosef & Dauby
126. Garcinia gamblei Shameer, T. Sabu & N. Mohanan
127. Garcinia garciae Elmer
128. Garcinia gardneriana (Planch. & Triana) Zappi
129. Garcinia gaudichaudii Planch. & Triana
130. Garcinia gerrardii Harv.
131. Garcinia gibbsiae S. Moore
132. Garcinia gjellerupii Lauterb.
133. Garcinia glaucescens Alain & M. M. Mejía
134. Garcinia gnetoides Hutch. & Dalziel
135. Garcinia goudotiana (Planch. & Triana) P.W.Sweeney & Z.S.Rogers
136. Garcinia grahamii Pierre
137. Garcinia graminea Kosterm.
138. Garcinia grandifolia (Choisy) Pierre
139. Garcinia griffithii T. Anderson
140. Garcinia guineensis P. W. Sweeney
141. Garcinia gummi-gutta (L.) N. Robson
142. Garcinia hanburyi Hook. fil.
143. Garcinia harmandii Pierre
144. Garcinia hasskarlii Pierre
145. Garcinia havilandii Stapf
146. Garcinia hendersoniana Whitmore
147. Garcinia hennecartii Pierre ex Schltr.
148. Garcinia hermonii Kosterm.
149. Garcinia hessii (Britton) Alain
150. Garcinia heterandra Wall.
151. Garcinia hollrungii Lauterb.
152. Garcinia holttumii Ridl.
153. Garcinia hombroniana Pierre
154. Garcinia hopii H.Toyama & V.S.Dang
155. Garcinia horsfieldiana Pierre
156. Garcinia huillensis Welw.
157. Garcinia humilis (Vahl) C. D. Adams
158. Garcinia hunsteinii Lauterb.
159. Garcinia hygrophila Lauterb.
160. Garcinia idenburgensis A. C. Sm.
161. Garcinia imberti Bourd.
162. Garcinia indica (Thouars) Choisy
163. Garcinia intermedia (Pittier) Hammel
164. Garcinia ituman Merr.
165. Garcinia jaweri Lauterb.
166. Garcinia jelinckii Kurz
167. Garcinia jensenii W. E. Cooper
168. Garcinia keenania Pierre
169. Garcinia kimbiliensis (Spirlet) P.W.Sweeney
170. Garcinia kingaensis Engl.
171. Garcinia kisonghi (Vermoesen) P.W.Sweeney
172. Garcinia klabang Miq.
173. Garcinia klinkii Lauterb.
174. Garcinia klossii Ridl.
175. Garcinia kola Heckel
176. Garcinia korthalsii Pierre
177. Garcinia kurzii Pierre
178. Garcinia kwangsiensis Merr. ex F.N.Wei
179. Garcinia lanceifolia Roxb.
180. Garcinia lanceola Ridl.
181. Garcinia lancilimba C.Y.Wu ex Y.H.Li
182. Garcinia lanessanii Pierre
183. Garcinia lateriflora Blume
184. Garcinia latissima Miq.
185. Garcinia laurina Vieill. ex Guillaumin
186. Garcinia lauterbachiana A. C. Sm.
187. Garcinia ledermannii Lauterb.
188. Garcinia leggeae W. E. Cooper
189. Garcinia lenormandii Vieill. ex Guillaumin
190. Garcinia leptophylla Bittrich
191. Garcinia letestui Pellegr.
192. Garcinia linearifolia Elmer
193. Garcinia linearis Pierre
194. Garcinia linii C. E. Chang
195. Garcinia livingstonei T. Anderson
196. Garcinia loheri Merr.
197. Garcinia longifolia Blume
198. Garcinia longipedicellata Kosterm.
199. Garcinia lowryi Z.S.Rogers & P.W.Sweeney
200. Garcinia lucens Pierre
201. Garcinia lucida Vesque
202. Garcinia lujae De Wild.
203. Garcinia luzoniensis Merr.
204. Garcinia macgregorii Merr.
205. Garcinia macrantha A. C. Sm.
206. Garcinia macrophylla Mart.
207. Garcinia madagascariensis (Planch. & Triana) Baill. ex Pierre
208. Garcinia madruno (Kunth) Hammel
209. Garcinia magnifolia (Pittier) Hammel
210. Garcinia magnophylla (Cuatrec.) Hammel
211. Garcinia maingayi Hook. fil. ex T.Anderson
212. Garcinia maluensis Lauterb.
213. Garcinia mammeoides Kosterm.
214. Garcinia mangorensis (R.Vig. & Humbert) P.W.Sweeney & Z.S.Rogers
215. Garcinia mangostana L.
216. Garcinia mangostifera Kaneh. & Hatus.
217. Garcinia mannii Oliv.
218. Garcinia marienii (Staner) P. W. Sweeney
219. Garcinia martinii (Maguire) Govaerts
220. Garcinia matsudae Kaneh.
221. Garcinia mckeaniana Craib
222. Garcinia megistophylla P.W.Sweeney & Z.S.Rogers
223. Garcinia memecyloides Ridl.
224. Garcinia merguensis Wight
225. Garcinia mestonii F. M. Bailey
226. Garcinia microcarpa Pierre
227. Garcinia microphylla Merr.
228. Garcinia microstigma Kurz
229. Garcinia microtropidiiformis Kaneh. & Hatus.
230. Garcinia minahassensis Pierre
231. Garcinia mindanaensis Merr.
232. Garcinia minimiflora Ridl.
233. Garcinia minutiflora Ridl.
234. Garcinia miquelii Pierre
235. Garcinia moaensis (Bisse) Borhidi
236. Garcinia monantha Ridl.
237. Garcinia montana Ridl.
238. Garcinia monticola (Mildbr. ex Engl.) comb. ined.
239. Garcinia morella (Gaertn.) Desr.
240. Garcinia moseleyana Pierre
241. Garcinia moszkowskii Lauterb.
242. Garcinia mottleyana Pierre
243. Garcinia moulmeinensis Pierre ex Vesque
244. Garcinia multibracteolata Merr.
245. Garcinia multifida (H. Perrier) P. W. Sweeney & Z. S. Rogers
246. Garcinia multiflora Champ. ex Benth.
247. Garcinia mungotia Planch. ex Pierre
248. Garcinia murdochii Ridl.
249. Garcinia murtonii Whitmore
250. Garcinia myristicifolia Pierre
251. Garcinia myrtifolia A. C. Sm.
252. Garcinia nervosa (Miq.) Miq.
253. Garcinia ngouniensis P. W. Sweeney
254. Garcinia nigricans Pierre
255. Garcinia nigrolineata Planch. ex T. Anderson
256. Garcinia nitida Pierre
257. Garcinia novoguineensis Vesque
258. Garcinia nubigena Lauterb.
259. Garcinia nujiangensis C.Y.Wu & Y.H.Li
260. Garcinia nuntasaenii Ngerns. & Suddee
261. Garcinia obliqua Sosef & Dauby
262. Garcinia oblongifolia Champ. ex Benth.
263. Garcinia ochracea Nazre
264. Garcinia oleosperma P. W. Sweeney
265. Garcinia oligantha Merr.
266. Garcinia oliveri Pierre
267. Garcinia opaca King
268. Garcinia ophiticola (Borhidi) Borhidi
269. Garcinia oreophila Lauterb.
270. Garcinia orthoclada Baker
271. Garcinia ovalifolia Oliv.
272. Garcinia pachyantha A. C. Sm.
273. Garcinia pachycarpa (A. C. Sm.) Kosterm.
274. Garcinia pachyclada N. Robson
275. Garcinia pachypetala Lauterb.
276. Garcinia pacifica Merr.
277. Garcinia pallida Lauterb.
278. Garcinia pallidesanguinea Lauterb.
279. Garcinia pancheri Pierre
280. Garcinia parviflora Benth.
281. Garcinia parvifolia (Miq.) Miq.
282. Garcinia parvula (H.Perrier) P.W.Sweeney & Z.S.Rogers
283. Garcinia pauciflora Baker
284. Garcinia paucinervis Chun ex F. C. How
285. Garcinia pedicellata (G. Forst.) Seem.
286. Garcinia pedunculata Roxb.
287. Garcinia penangiana Pierre
288. Garcinia pervillei (Planch. & Triana) Vesque
289. Garcinia petiolaris Pierre
290. Garcinia phuongmaiensis V.S.Dang, H.Toyama & D.L.A.Tuan
291. Garcinia picrorhiza Miq.
292. Garcinia pictoria (Roxb.) Engl.
293. Garcinia planchonii Pierre
294. Garcinia platyphylla A. C. Sm.
295. Garcinia plena Craib
296. Garcinia poilanei Gagnep.
297. Garcinia polyneura (Urb.) Borhidi
298. Garcinia polyphlebia Baker
299. Garcinia ponapensis Lauterb.
300. Garcinia portoricensis (Urb.) Alain
301. Garcinia prainiana King
302. Garcinia preussii Engl.
303. Garcinia pseudoguttifera Seem.
304. Garcinia puat (Montrouz.) Guillaumin
305. Garcinia pullei Lauterb.
306. Garcinia pulvinata (Planch. & Triana) Hammel
307. Garcinia punctata Oliv.
308. Garcinia pungens Borhidi
309. Garcinia pushpangadaniana T.Sabu, N.Mohanan, Krishnaraj & Shareef
310. Garcinia pyrifera Ridl.
311. Garcinia qinzhouensis Y.X.Liang & Z.M.Wu
312. Garcinia quadrifaria Baill. ex Pierre
313. Garcinia quadrilocularis Seeth.
314. Garcinia quaesita Pierre
315. Garcinia ramosii Merr.
316. Garcinia ramulosa Lauterb.
317. Garcinia revoluta (Urb.) Borhidi
318. Garcinia rheedei Pierre
319. Garcinia rhizophoroides Elmer
320. Garcinia rhynchophylla A. C. Sm.
321. Garcinia rigida Miq.
322. Garcinia riparia A. C. Sm.
323. Garcinia robsoniana Bamps
324. Garcinia rostrata (Hassk.) Miq.
325. Garcinia rubra Merr.
326. Garcinia rubriflora Boerl.
327. Garcinia rubrisepala Y. H. Li
328. Garcinia rubroechinata Kosterm.
329. Garcinia rumiyo Kaneh.
330. Garcinia rupestris Lauterb.
331. Garcinia ruscifolia (Griseb.) Borhidi
332. Garcinia russellii W. E. Cooper
333. Garcinia sabangensis Lauterb.
334. Garcinia salakensis Pierre
335. Garcinia samarensis Merr.
336. Garcinia sampitana Diels
337. Garcinia sangudsangud Nazre
338. Garcinia santisukiana Ngerns. & Suddee
339. Garcinia sarawakensis Pierre
340. Garcinia scaphopetala B. L. Burtt
341. Garcinia schlechteri Lauterb.
342. Garcinia schomburgkiana Pierre
343. Garcinia schraderi Lauterb.
344. Garcinia segmentata Kosterm.
345. Garcinia semseii Verdc.
346. Garcinia septogarcinia I.M.Turner & L.V.S.Jenn.
347. Garcinia serpentini Borhidi
348. Garcinia sessilis (G. Forst.) Seem.
349. Garcinia sibeswarii Shameer, J.Sarma, N.Mohanan & A.Begum
350. Garcinia siripatanadilokii Ngerns., Meeprom, Boonth., Chamch. & Sinbumr.
351. Garcinia sizygiifolia Pierre
352. Garcinia smeathmannii (Planch. & Triana) Oliv.
353. Garcinia smithii Kosterm.
354. Garcinia solomonensis A. C. Sm.
355. Garcinia sopsopia (Buch.-Ham.) Mabb.
356. Garcinia spectabilis Pierre
357. Garcinia spicata (Wight & Arn.) Hook. fil.
358. Garcinia spruceana (Engl.) Mouzinho
359. Garcinia squamata Lauterb.
360. Garcinia staneriana (Exell & Mendonca) P.W.Sweeney
361. Garcinia staudtii Engl.
362. Garcinia stigmacantha Pierre
363. Garcinia stipulata T. Anderson
364. Garcinia stuhlmannii (Engl.) P. W. Sweeney
365. Garcinia subelliptica Merr.
366. Garcinia subfalcata Y. H. Li & F. N. Wei
367. Garcinia subtilinervis F. Muell.
368. Garcinia succifolia Kurz
369. Garcinia sulphurea Elmer
370. Garcinia sumbawensis Lauterb.
371. Garcinia talbotii Raizada
372. Garcinia tanzaniensis Verdc.
373. Garcinia tauensis Lauterb.
374. Garcinia terpnophylla Thwaites
375. Garcinia tetralata C. Y. Wu ex Y. H. Li
376. Garcinia tetrandra Pierre
377. Garcinia teysmanniana Scheff.
378. Garcinia thorelii Pierre
379. Garcinia thouvenotii (H. Perrier) P.W.Sweeney & Z.S.Rogers
380. Garcinia thwaitesii Pierre
381. Garcinia timorensis Zipp.
382. Garcinia tonkinensis Vesque
383. Garcinia torensis Lauterb.
384. Garcinia travancorica Bedd.
385. Garcinia treubii Pierre
386. Garcinia trianii Pierre
387. Garcinia tsaratananae (H.Perrier) P.W.Sweeney & Z.S.Rogers
388. Garcinia tsimatimia P.W.Sweeney & Z.S.Rogers
389. Garcinia tuberculata Lauterb.
390. Garcinia ulugurensis (Engl.) P. W. Sweeney
391. Garcinia umbellulata Ridl.
392. Garcinia umbonata Lauterb.
393. Garcinia uniflora King
394. Garcinia urceolata Munzinger, Bruy & M. Pignal
395. Garcinia urophylla Scort. ex King
396. Garcinia urschii (H. Perrier) P.W.Sweeney & Z.S.Rogers
397. Garcinia valetoniana Lauterb.
398. Garcinia venulosa (Blanco) Choisy
399. Garcinia verrucosa Jum. & H. Perrier
400. Garcinia versteegii Lauterb.
401. Garcinia verticillata (Urb.) Alain
402. Garcinia vidalii Merr.
403. Garcinia vidua Ridl.
404. Garcinia vieillardii Pierre
405. Garcinia vilersiana Pierre
406. Garcinia virgata (Vieill. ex Guillaumin) Govaerts
407. Garcinia viridiflora Ridl.
408. Garcinia vitiensis (A. Gray) Seem.
409. Garcinia volkensii Engl.
410. Garcinia vriesiana Pierre
411. Garcinia warburgiana A. C. Sm.
412. Garcinia warrenii F. Muell.
413. Garcinia whitfordii Merr.
414. Garcinia wichmannii Lauterb.
415. Garcinia wightii T. Anderson
416. Garcinia wollastonii Ridl.
417. Garcinia xanthochymus Hook. fil. ex J. Anderson
418. Garcinia xishuanbannaensis Y. H. Li
419. Garcinia xylosperma Pierre
420. Garcinia yaatapsap K.Armstr. & P. W. Sweeney
421. Garcinia yunnanensis Hu
422. Garcinia zeylanica Roxb.
423. Garcinia zichii W. E. Cooper
424. Garcinia ×guacopary (S. Moore) M. Nee